# تپه چماز کتی
تپه چماز کتی  مربوط به هزاره اول قبل از میلاد است و در بابل، ۱۲ کیلومتری شمال بابل به میر بازار واقع شده و این اثر در تاریخ ۲۶ اردیبهشت ۱۳۵۶ با شمارهٔ ثبت ۱۴۱۷ به‌عنوان یکی از آثار ملی ایران به ثبت رسیده است.